# Kazimierz Jaroszewicz (1897–1964)
Kazimierz Jaroszewicz, ps. „Opoka” (ur. 13 maja 1897 w Zwierzyńcu, zm. 1964) – polski żołnierz.

## Życiorys
Urodził się 13 maja 1897 w Zwierzyńcu. Był prawnukiem Stanisława Moniuszki.
Przed 1914 uczył się w politechnice. Po wybuchu I wojny światowej wstąpił do Legionów Polskich 31 sierpnia 1915. Służył jako ułan w 1 plutonie 3 szwadronu 1 pułku ułanów. 4 kwietnia 1917 ukończył Kawaleryjską Szkołę Podoficerską 1 p.u. w Ostrołęce. Dnia 20 stycznia 1918 został mianowany starszym wachmistrzem. Był żołnierzem I Brygady. Nosił pseudonim „Opoka”.
Zarządzeniem prezydenta RP Ignacego Mościckiego został odznaczony Krzyżem Niepodległości za pracę w dziele odzyskania niepodległości (w 1932 lub 1933).
Podczas II wojny światowej był żołnierzem Armii Krajowej i uczestniczył w powstaniu warszawskim w 1944.
Zmarł w 1964. Został pochowany na Cmentarzu Powązkowskim w Warszawie.
Był żonaty z Marią Jaroszewicz z domu Kramer, po pierwszym mężu Saryusz-Dembowska, która była pieśniarką i solistką Polskiego Radia (zm. 1999).